# (771) Libera
(771) Libera ist ein Asteroid des Hauptgürtels, der am 21. November 1913 vom österreichischen Astronomen Joseph Rheden in Wien entdeckt wurde.
Der Asteroid ist nach einer Bekannten des Entdeckers benannt.